# Our, Jura
Our är en kommun i departementet Jura i regionen Bourgogne-Franche-Comté i östra Frankrike. Kommunen ligger i kantonen Dampierre som tillhör arrondissementet Dole. År 2022 hade Our 148 invånare.

## Befolkningsutveckling
Antalet invånare i kommunen Our
Referens:INSEE